# الثمير (ردفان)

تعديل مصدري - تعديل

الثمير هي إحدى قرى عزلة الحبيلين بمديرية ردفان التابعة لمحافظة لحج، بلغ تعداد سكانها 1317 نسمة حسب تعداد اليمن لعام 2004.